# Фонарь идиота
«Фонарь идиота» («Говорящий ящик», «Зомбоящик»; англ. The Idiot's Lantern) — серия британского научно-фантастического телесериалa «Доктор Кто». Впервые была показана 27 мая 2006 года.

## Сюжет
В результате очередной ошибки Доктор сажает ТАРДИС не в Нью-Йорке, а в предместьях Лондона, за день до коронации Елизаветы II. Доктор видит, как группку людей с замотанными лицами арестовывает полиция и уводит в неизвестном направлении. Общение с местными приводит путешественников к Томми Конноли, который показывает Доктору свою бабушку, у которой отсутствуют признаки мозговой деятельности. По словам Томми, все проблемы начались, когда незадолго до коронации в продажу поступили дешёвые телевизоры производства компании господина Мэгпая (англ. Magpie).
Доктор отправляется в полицию с целью узнать, что случилось с «безликими», а Роза проводит мини-расследование в магазине Мэгпая. Там она обнаруживает существо, называющее себя «Проводник». После побега из своего мира он укрылся на Земле и теперь прячется в виде электроимпульсов в телевизорах Мэгпая, представляясь зрителям телеведущей.
Пока Доктор изучал безликих в участке, полицейские принесли бесчувственную безликую Розу. По возвращении к Томми он заручается поддержкой подростка, и они идут в магазин Мэгпая. Проводник раскрывает свои планы Доктору и пытается поглотить сущность Доктора и Томми, но Доктор отражает атаку Проводника с помощью звуковой отвёртки. Проводник сбегает через маленький телевизор и добирается до телестанции в Александра-палас. В это время Доктор с помощью Томми, используя ТАРДИС, мастерит из оборудования в магазине ловушку.
Проводник начинает сканировать и пожирать сознания людей, смотрящих коронацию. Доктор и Томми успевают поймать Проводника на видеокассету.